# La Semaine d'un assassin
Pour plus de détails, voir Fiche technique et Distribution.
La Semaine d'un assassin (La semana del asesino) est un film espagnol réalisé par Eloy de la Iglesia, sorti en 1972. 

## Synopsis
Marcos travaille dans un abattoir et mène une vie tranquille jusqu'au jour où il tue accidentellement un chauffeur de taxi. Sa fiancée Paula, témoin de l'accident, veut prévenir la police, et pour l'en empêcher, Marcos l'étrangle. 
C'est le début d'une spirale qui va faire de Marcos un tueur en série.

## Fiche technique
- Titre : La Semaine d'un assassin
- Titre original : La semana del asesino
- Réalisation : Eloy de la Iglesia
- Production : Vicente Parra, José Truchado
- Scénario : Eloy de la Iglesia,
- Musique : Fernando García Morcillo
- Photographie : Raul Artigot
- Montage : José Luis Matesanz
- Langues : castillan
- Format :
- Genre : Film d'horreur
- Durée : 108 minutes
- Dates de sortie :
  - Espagne : 1972
  - France : 27 septembre 1973

## Distribution
- Vicente Parra : Marcos
- Emma Cohen : Paula
- Eusebio Poncela : Néstor
- Charly Bravo : Esteban
- Fernando Sánchez Polack : Señor Ambrosio
- Goyo Lebrero : le chauffeur de taxi
- Vicky Lagos : Rosa
- Ismael Merlo : le chef du personnel
- Rafael Hernández : Agustín
- José Franco : l'épicier
- Valentín Tornos : un ouvrier
- Antonio Orengo : le serveur
- Antonio Corencia : un ouvrier farceur
- Antonio del Real : un ouvrier farceur
- José Félix Montoya : surveillant en faction
- Ángel Blanco : un employé d'usine
- Manuel Calvo : le type
- Emilio Hortela
- Paca Gabaldón
- Lola Herrera : Carmen